# Pagopedilum
Pagopedilum is een geslacht van rechtvleugeligen uit de familie Pamphagidae. De wetenschappelijke naam van dit geslacht is voor het eerst geldig gepubliceerd in 1896 door Karsch.

## Soorten
Het geslacht Pagopedilum omvat de volgende soorten:
- Pagopedilum bradyanum Saussure, 1887
- Pagopedilum brevis Walker, 1870
- Pagopedilum martini Bolívar, 1915
- Pagopedilum sordidum Walker, 1870
- Pagopedilum subcruciatum Karsch, 1896